# Conny van Rietschoten Trofee
De Conny van Rietschoten Trofee is een Nederlandse zeilprijs. De trofee wordt elk jaar in november door een jury uitgereikt aan één of meer personen die een opmerkelijke prestatie hebben geleverd in de zeilsport. Deze verdienen daarmee de titel 'Zeil(st)er van het Jaar'. De prijs bestaat sinds 1982 en is vernoemd naar Conny van Rietschoten, winnaar van de Whitbread Round the World 1977-1978 en 1981-1982.

## Winnaars
- 2024 – Marit Bouwmeester
- 2023 – Luuc van Opzeeland
- 2022 – Odile van Aanholt / Annette Duetz en Bart Lambriex / Floris van der Werken
- 2021 – Kiran Badloe
- 2020 – niet uitgereikt[1]
- 2019 – Kiran Badloe
- 2018 – Carolijn Brouwer
- 2017 – Pieter Heerema
- 2016 – Marit Bouwmeester en Dorian van Rijsselberghe
- 2015 – Bouwe Bekking
- 2014 – Nicholas Heiner
- 2013 – Simeon Tienpont
- 2012 – Dorian van Rijsselberghe
- 2011 – Marit Bouwmeester
- 2010 – Marit Bouwmeester
- 2009 – Coen de Koning en Thijs Visser
- 2008 – Mandy Mulder, Annemieke Bes en Merel Witteveen
- 2007 – Marcelien de Koning en Lobke Berkhout
- 2006 – Marcelien de Koning en Lobke Berkhout
- 2005 – Marcelien de Koning en Lobke Berkhout
- 2004 – Peter de Ridder
- 2003 – Piet van Nieuwenhuyzen
- 2002 – Dirk de Ridder
- 2001 – Piet Vroon
- 2000 – Margriet Matthijsse
- 1999 – Het Admiral's Cup team: Hans Eekhof, Roy Heiner, Peter de Ridder, Jochem Visser en Bouwe Bekking met hun bemanning
- 1998 – Carolijn Brouwer
- 1997 – Margriet Matthijsse
- 1996 – Margriet Matthijsse
- 1995 – Hans Zuiderbaan
- 1994 – Jan en Bennie Kouwenhoven
- 1993 – Roy Heiner
- 1992 – Dorien de Vries
- 1991 – Mark Neeleman en Jos Schrier
- 1990 – Dirk Nauta
- 1989 – Serge Kats
- 1988 – Jan Boersma
- 1987 – Bart Verschoor
- 1986 – Willy en Cees van Bladel
- 1985 – Tonny van der Vooren en Henneke Stavenuiter
- 1984 – Serge Kats
- 1983 – Stephan van den Berg
- 1982 – Pleun van der Lugt

## Conny van Rietschoten Oeuvre Award
- 2024 - Jaap Zielhuis